# Pentachloorbenzeen
Pentachloorbenzeen is een organische verbinding met als brutoformule C6HCl5. De stof komt voor als kleurloze tot witte kristallen met een kenmerkende geur, die onoplosbaar zijn in water. Structuureel gezien bestaat de stof uit een benzeenring, die met 5 chlooratomen verzadigd is. De grootte van de chlooratomen heeft tot gevolg dat de benzeenring, net als in tetra- en hexachloorbenzeen, wat verwrongen wordt.

## Synthese
Pentachloorbenzeen wordt geproduceerd als bijproduct in de synthese van tetrachloormethaan en benzeen. Het wordt uit het reactiemengsel gehaald door middel van destillatie en kristallisatie. De rechtstreekse synthese van pentachloorbenzeen is niet erg praktisch, omdat er tegelijk nog andere giftige chloorverbindingen ontstaan.
Aangezien pentachloorbenzeen over het algemeen in kleine hoeveelheden wordt gesynthetiseerd door een chlorering van benzeen, bevat het ook andere chloorbenzenen: mono–, di–, tri–, tetra– en hexachloorbenzeen.

## Toepassingen
Pentachloorbenzeen werd aanvankelijk gebruikt bij de productie van pesticiden, waaronder het fungicide pentachloornitrobenzeen. Dit laatste wordt nu gesynthetiseerd door middel van chlorering van nitrobenzeen, om zo het gebruik van pentachloorbenzeen te vermijden. Het werd ook gebruikt als vlamvertragend middel.

## Toxicologie en veiligheid
Pentachloorbenzeen ontleedt bij verbranding, met vorming van giftige en corrosieve dampen, waaronder waterstofchloride.
De stof kan effecten hebben op de lever, met als gevolg een verstoorde werking. Dierenproeven tonen aan dat ze mogelijk schadelijk is voor de voortplanting of de ontwikkeling bij de mens.